# Jan Kilian (polityk)
Jan Kilian (ur. 27 grudnia 1953 w Starogardzie Gdańskim, zm. 28 listopada 2020 w Gdańsku) – polski polityk, przedsiębiorca i samorządowiec, poseł na Sejm VIII kadencji.

## Życiorys
Syn Władysława i Haliny. Absolwent Wydziału Budowy Maszyn Politechniki Gdańskiej, kształcił się na studiach podyplomowych na Akademii Rolniczo-Technicznej w Olsztynie. Ukończył również studium farmaceutyczne. Pracował w gdańskim drogownictwie, następnie w Państwowym Ośrodku Maszynowym. Prowadził własną działalność gospodarczą, później otworzył wraz z żoną aptekę.
Zaangażował się w działalność partyjną w ramach Prawa i Sprawiedliwości, stał na czele miejskich i powiatowych struktur partii. W 2010 uzyskał mandat radnego Starogardu Gdańskiego, a w 2014 z powodzeniem ubiegał się o mandat radnego powiatu starogardzkiego. W tym samych wyborach bezskutecznie ubiegał się o urząd prezydenta Starogardu Gdańskiego. W 2011 startował z gdańskiej listy PiS do Sejmu, a w 2014 kandydował do Parlamentu Europejskiego. W wyborach parlamentarnych w 2015 z ramienia PiS startował ponownie do Sejmu w okręgu gdańskim. Został wybrany na posła VIII kadencji, otrzymując 6675 głosów. W 2018 był kandydatem Prawa i Sprawiedliwości na prezydenta Starogardu Gdańskiego w wyborach samorządowych. Zdobył 10,43% głosów, zajmując trzecie miejsce i przegrywając w pierwszej turze z ubiegającym się o reelekcję Januszem Stankowiakiem. W wyborach w 2019 nie uzyskał poselskiej reelekcji.
Pochowany na Cmentarzu Srebrzysko (rejon X, kwatera IX/13/1a).

## Odznaczenia
W 2020 odznaczony pośmiertnie Złotym Krzyżem Zasługi.